# Campionati mondiali di lotta 2008
I campionati mondiali di lotta 2008 si sono svolti al Yoyogi National Gymnasium di Tokyo, in Giappone, dall'11 al 23 ottobre 2008. Si sono svolte unicamente tornei di lotta libera femminile. Tradizionalmente, negli anni olimpici, i campionati mondiali di lotta non si svolgono, ma nel 2008 la competizione si è tenuta perché i Giochi olimpici estivi di Pechino 2008 includevano solo quattro delle sette classi di peso FILA per le categorie femminili.

## Nazioni partecipanti
Hanno preso parte alla competizione 139 lottatrici in rappresentanza di 41 distinte nazioni.
- Australia (1)
- Austria (4)
- Azerbaigian (3)
- Bielorussia (7)
- Brasile (1)
- Bulgaria (2)
- Camerun (1)
- Canada (7)
- Cina (6)
- Taipei cinese (5)
- RD del Congo (1)
- Rep. Ceca (1)
- Francia (3)
- Gran Bretagna (1)

- Grecia (4)
- Guinea-Bissau (1)
- Ungheria (1)
- India (7)
- Italia (4)
- Giappone (7)
- Kazakistan (4)
- Kirghizistan (3)
- Madagascar (1)
- Messico (1)
- Moldavia (2)
- Mongolia (7)
- Filippine (2)
- Polonia (6)

- Porto Rico (1)
- Romania (3)
- Russia (7)
- Senegal (1)
- Slovacchia (1)
- Corea del Sud (2)
- Svizzera (1)
- Turchia (5)
- Ucraina (7)
- Stati Uniti (7)
- Uzbekistan (4)
- Venezuela (4)
- Vietnam (3)

## Classifica squadre
| Class | Lotta libera femminile | Lotta libera femminile |
| Class | Nazione                | Punti                  |
| ----- | ---------------------- | ---------------------- |
| 1     | Giappone               | 65                     |
| 2     | Canada                 | 42                     |
| 3     | Russia                 | 40                     |
| 4     | Stati Uniti            | 31                     |
| 5     | Ucraina                | 31                     |
| 6     | Cina                   | 29                     |
| 7     | Mongolia               | 23                     |
| 8     | Bielorussia            | 18                     |
| 9     | Francia                | 17                     |
| 10    | Azerbaigian            | 14                     |

## Podi

### Lotta libera femminile
| Evento           | Oro                     | Argento                | Bronzo                       |
| 48 kg (dettagli) | Clarissa Chun (USA)     | Zhuldyz Eshimova (KAZ) | Makiko Sakamoto (JPN)        |
| 48 kg (dettagli) | Clarissa Chun (USA)     | Zhuldyz Eshimova (KAZ) | Su Guibei (CHN)              |
| 51 kg (dettagli) | Hitomi Sakamoto (JPN)   | Maryna Markevich (BLR) | Vanessa Boubryemm (FRA)      |
| 51 kg (dettagli) | Hitomi Sakamoto (JPN)   | Maryna Markevich (BLR) | Yuliya Blahinya (UKR)        |
| 55 kg (dettagli) | Saori Yoshida (JPN)     | Tetyana Lazareva (UKR) | Brittanee Laverdure (CAN)    |
| 55 kg (dettagli) | Saori Yoshida (JPN)     | Tetyana Lazareva (UKR) | Tatiana Suarez (USA)         |
| 59 kg (dettagli) | Ayako Shoda (JPN)       | Natalia Golts (RUS)    | Elvira Mursalova (AZE)       |
| 59 kg (dettagli) | Ayako Shoda (JPN)       | Natalia Golts (RUS)    | Agata Pietrzyk (POL)         |
| 63 kg (dettagli) | Mio Nishimaki (JPN)     | Lubov Volosova (RUS)   | Meng Lili (CHN)              |
| 63 kg (dettagli) | Mio Nishimaki (JPN)     | Lubov Volosova (RUS)   | Audrey Prieto (FRA)          |
| 67 kg (dettagli) | Martine Dugrenier (CAN) | Mami Shinkai (JPN)     | Kateryna Burmistrova (UKR)   |
| 67 kg (dettagli) | Martine Dugrenier (CAN) | Mami Shinkai (JPN)     | Ochirbatyn Nasanburmaa (MGL) |
| 72 kg (dettagli) | Stanka Zlateva (BUL)    | Hong Yan (CHN)         | Kyoko Hamaguchi (JPN)        |
| 72 kg (dettagli) | Stanka Zlateva (BUL)    | Hong Yan (CHN)         | Ohenewa Akuffo (CAN)         |

## Medagliere
| Pos.   | Paese       | Oro | Argento | Bronzo | Totale |
| ------ | ----------- | --- | ------- | ------ | ------ |
| 1      | Giappone    | 4   | 1       | 2      | 7      |
| 2      | Canada      | 1   | 0       | 2      | 3      |
| 3      | Stati Uniti | 1   | 0       | 1      | 2      |
| 4      | Bulgaria    | 1   | 0       | 0      | 1      |
| 5      | Russia      | 0   | 2       | 0      | 2      |
| 6      | Cina        | 0   | 1       | 2      | 3      |
| 6      | Ucraina     | 0   | 1       | 2      | 3      |
| 8      | Bielorussia | 0   | 1       | 0      | 1      |
| 8      | Kazakistan  | 0   | 1       | 0      | 1      |
| 10     | Francia     | 0   | 0       | 2      | 2      |
| 11     | Azerbaigian | 0   | 0       | 1      | 1      |
| 11     | Mongolia    | 0   | 0       | 1      | 1      |
| 11     | Polonia     | 0   | 0       | 1      | 1      |
| Totale | Totale      | 7   | 7       | 14     | 28     |